# کمال‌آباد (بردسیر)
کمال‌آباد (بردسیر)، روستایی از توابع بخش مرکزی شهرستان بردسیر در استان کرمان ایران است.این روستا در ۱۰ کیلومتری مرکز شهرستان بردسیر قرار دارد.طبق سرشماری سال ۹۵ این روستا جمعیتی بالغ بر ۸۰۰ نفر را دارا می باشد.شغل غالب مردم در این روستا دامپروری و کشاورزی بوده و گندم و یونجه محصول کشاورزی غالب این روستا می باشد.

## جمعیت
این روستا در دهستان مشیز قرار دارد و براساس سرشماری مرکز آمار ایران سرشماری عمومی نفوس و مسکن (۱۳۹۵)|در سال۱۳۹۵ جمعیت آن ۸۷۰ نفر بوده‌است.